# 9933 Alekseev
A 9933 Alekseev (ideiglenes jelöléssel 1985 SM3) a Naprendszer kisbolygóövében található aszteroida. Nyikolaj Sztyepanovics Csernih és Ljudmila Ivanovna Csernih fedezte fel 1985. szeptember 19-én.